# 最強のオンナ
『最強のオンナ』（さいきょうのオンナ）は、MBS制作でTBS系にて「秋のドラマ特別企画」として2014年10月5日に放送されたスペシャルドラマ。浪速のおばちゃんと洋食チェーンの女社長の境遇も性格も異なる2人がぶつかり合いつつ友情を育み、前向きに生きていく姿を描いたヒューマンコメディ。主演は藤山直美で、寺島しのぶとテレビ初共演する。平成26年度文化庁芸術祭参加作品。
出演の藤山直美と寺島しのぶはテレビドラマ初共演となる。視聴率は13.4%（ビデオリサーチ調べ、関東地区・世帯）。
シリーズ第2弾となる『最高のオヤコ』が、同局制作・同系列にて2016年1月10日に、同じ時刻で放送された。

## あらすじ
亡き夫が遺した洋食チェーン店を守るべく奮闘している鉄の女。
その女の家庭に家政婦として雇われたおばちゃん。
立場も年齢も違う二人の女が、それぞれ七転八倒しながらぶつかり合い、いつしか友情が生まれていく。

## キャスト
福田 みどり
演 - 藤山直美
浪速のおばちゃん。ミレニアムの採用面接で募集年齢に合わないため断られた後、社長宅の家政婦に採用される。息子が小さい頃、一緒にミレニアムでハンバーグを食べたことがあり、そのときの味を覚えている。半年前、窃盗で逮捕されていたが、拓也の身代わりだった。
桐原 玲子
演 - 寺島しのぶ
洋食チェーン「ミレニアム・コーポレーション」社長。亡くなった夫の洋食店を継いで、99店舗のチェーンに発展させた。娘が1人いるが、仕事が忙しくあまり面倒を見ることができていない。
桐原 麻衣
演 - 鈴木梨央
玲子の娘。私立慶徳女子学園初等科4年1組。クラスメートである2人の女の子からいじめられている。
宮木 拓也
演 - 千葉雄大（幼少期：小島怜珠）
不良グループの1人で窃盗に関わっている。ドラマ後半で、幼少時に母と別れて育った福田みどりの息子であることが判明する。
長谷川 恭一
演 - 岸部一徳
ミレニアム・コーポレーション専務。玲子からも麻衣からも信頼されている。
村田
演 - 吉永秀平
ミレニアム・コーポレーションの幹部社員。番組前の告知番組ではナレーションを担当した。
松原
演 - 桜井聖
ミレニアム・コーポレーションの幹部社員。
桐原健二
演 - 森岡豊
亡くなった玲子の夫。洋食店のシェフであり、福田みどりが最後に息子と共に食事をした際に2人の写真を撮った。
橘先生
演 - 朝倉えりか
麻衣のクラスの担任。いじめが起きているとは思っていない。
紗知
演 - 柳町夏花
麻衣のクラスメート。麻衣をいじめている。
美和
演 - 小松穂葉
麻衣のクラスメート。麻衣をいじめている。
紗知の母
演 - 西尾まり
問題があるのは麻衣のほうだと言う。
美和の母
演 - 山村紅葉
いじめなど言いがかりだと言う。
新橋1号店店長
演 - 三又又三
新橋1号店コック
演 - 小豆畑雅一
経費削減のため解雇されていたが、玲子が経営方針を変えた後、再採用される。
新橋1号店新人アルバイト
演 - 川上ジュリア
玲子が視察に来ていたときに失敗して解雇される。
岡村
演 - 福田里加
ブランドセレクトショップ店員。後ろを向いたすきに時計を盗まれる。
ドラマEDでの通行人
演 - 林家ペー
その他
山崎まさや、ひがし由貴、伊藤竜翼、小林竜樹、小田竜世、伊勢田隆弘、田尻宰、藤井望尋、柳町夏花、小島怜珠、吉澤梨里花、七海映子、寺田浩子、竹田哲朗、大門崇、大久保早織、鈴木一成

## スタッフ
- 脚本 - 吉田紀子
- メインテーマ - 森恵「星に願いを」（cutting edge)
- 演出 - 竹園元
- 技術協力 - ビデオスタッフ
- 美術協力 - フジアール
- プロデューサー - 志村彰（The icon）、関川友理（The icon）、竹園元（MBS）
- 制作 - The icon
- 製作著作 - MBS